# قاضیان، ترتر
قاضیان (ترکی آذربایجانی: Qazyan) یک منطقهٔ مسکونی در جمهوری آرتساخ است که در استان مارتاکرت واقع شده‌است. قاضیان ۷۸۴ نفر جمعیت دارد.